# Gynoplistia wilhelmina
Gynoplistia wilhelmina là một loài ruồi trong họ Limoniidae. Chúng phân bố ở miền Australasia.